# 키챕 퓨마스
키챕 퓨마스는 미국 워싱턴주를 연고로 하는 아마추어 축구팀으로 현재 USL 프리미어 디벨로프먼트 리그에 참가하고 있다.

## 선수 명단

### 역대
- 조엘 워터먼(2016)